# 모식종
모식종(模式種, type species)은 분류학에서 속(屬)을 정의할 수 있는(즉 모식성을 가지는) 종(種)을 말하며 이는 개별 표본(실재하거나, 화석이거나, 혹은 삽화거나)이다. 식물학에서와 통상적인 경우, 두 경우에 각각 다른 정의가 내려진다.

## 같이 보기
- 이명법
- 모식속
- 생물학적 유형